# Pfarrkirche Schellenberg

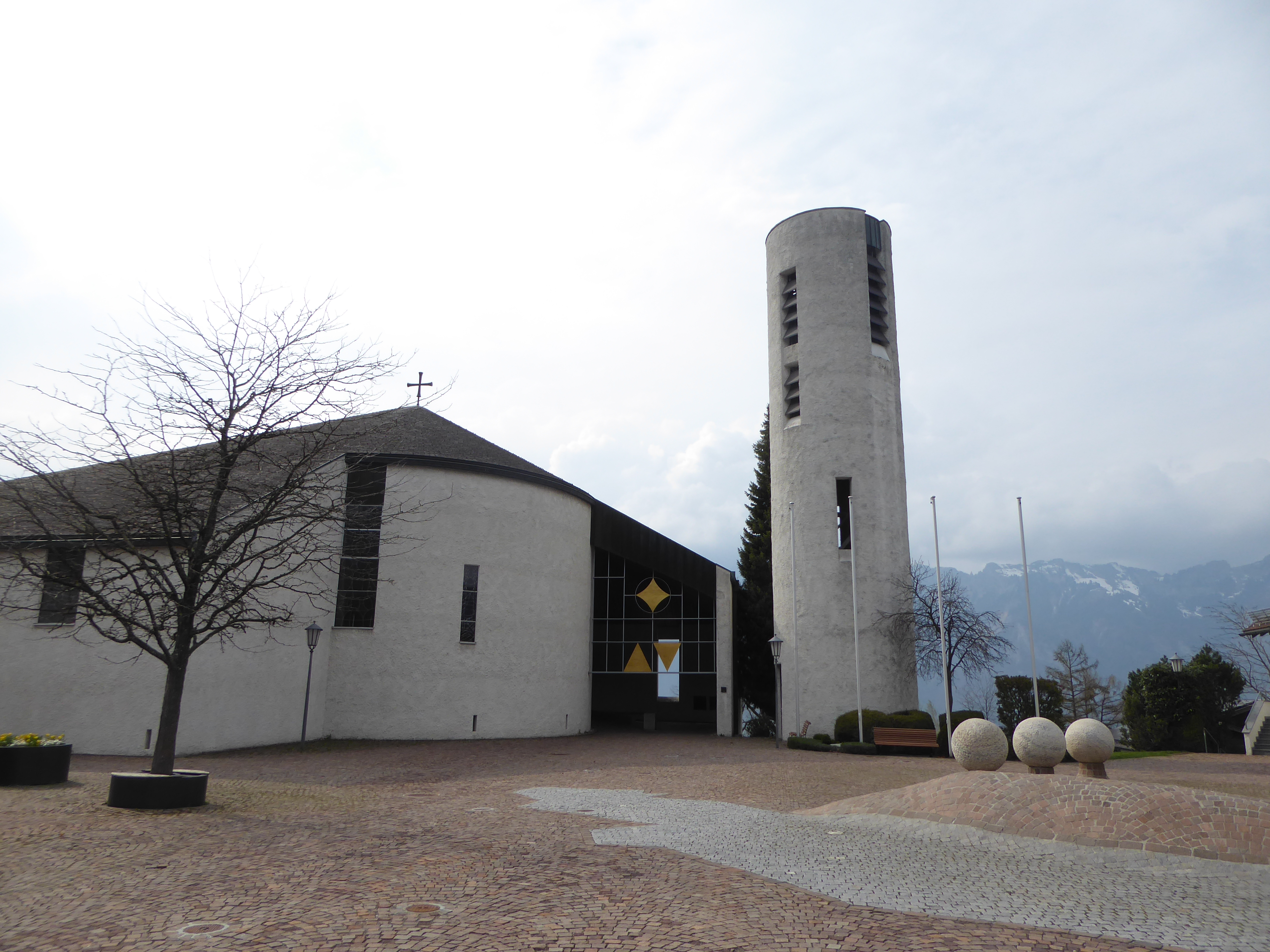
Pfarrkirche Unbeflecktes Herz Mariä in Schellenberg

Die römisch-katholische Pfarrkirche Schellenberg steht in der Gemeinde Schellenberg im Unterland im Fürstentum Liechtenstein. Sie ist dem heiligen Unbefleckten Herz Mariä geweiht und liegt im Erzbistum Vaduz. Seit 1992 steht die Kirche unter Denkmalschutz.

## Geschichte
In den Jahren 1855 und 1856 wurde eine erste Kirche nach Plänen von Ferdinand Malang erbaut. Der Bau wurde gänzlich aus privaten Mitteln abgewickelt. Das Gotteshaus wurde 1858 geweiht und 1865 an die Gemeinde übergeben. Ab 1858 wurde in unmittelbarer Nachbarschaft der Kirche das Kloster Schellenberg errichtet. Nach einer Umgestaltung wurde die Kirche 1873 dem Unbefleckten Herzen Mariä geweiht.
1874 wurde Schellenberg, das bisher zur Pfarrei Bendern gehörte, eine von dieser abhängige Kuratie und 1881 eine eigenständige Pfarrei. Die ursprüngliche Kirche wurde 1972 abgebrochen, weil sie zu klein wurde und baufällig war.

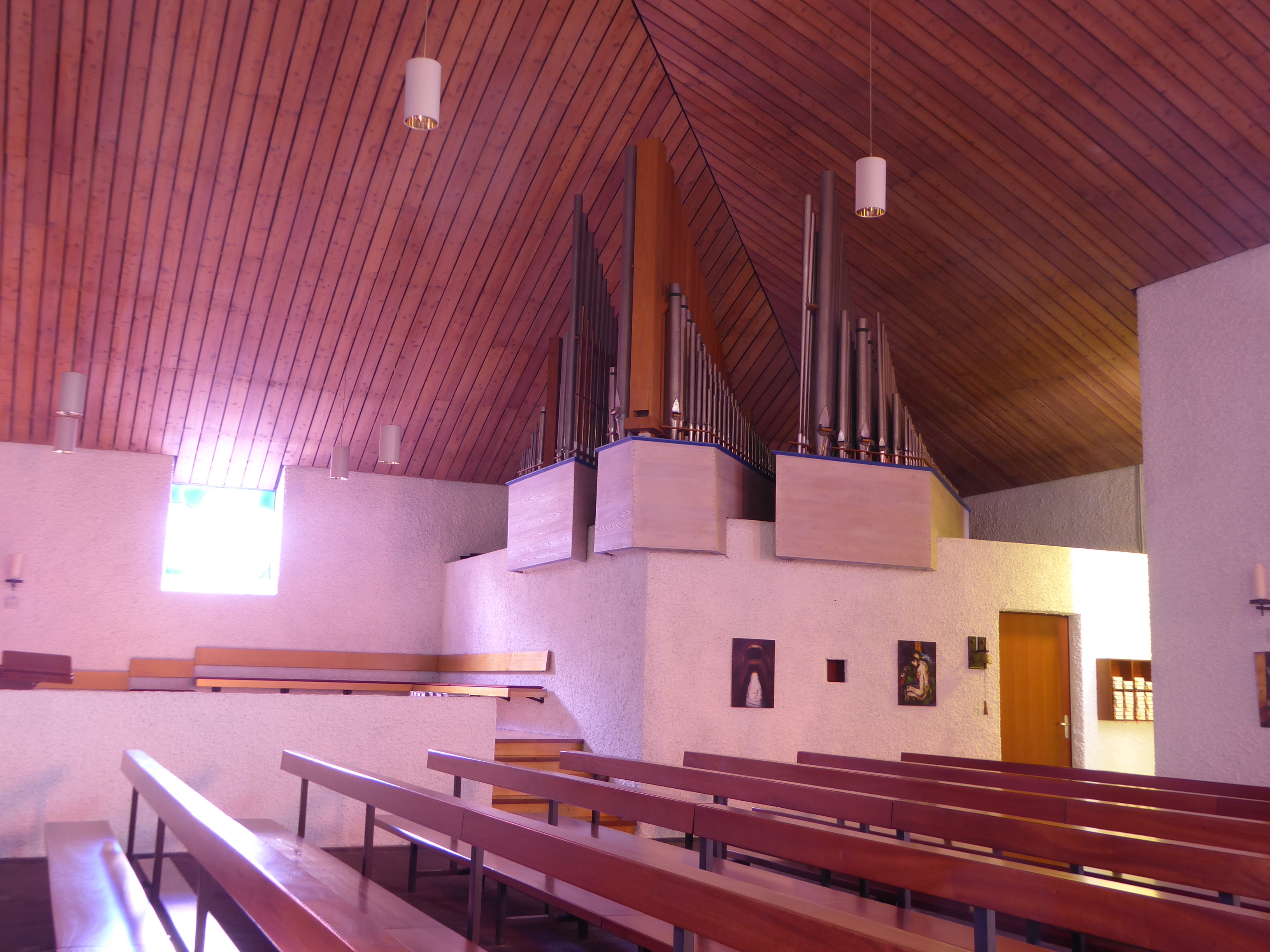
Kirchenorgel
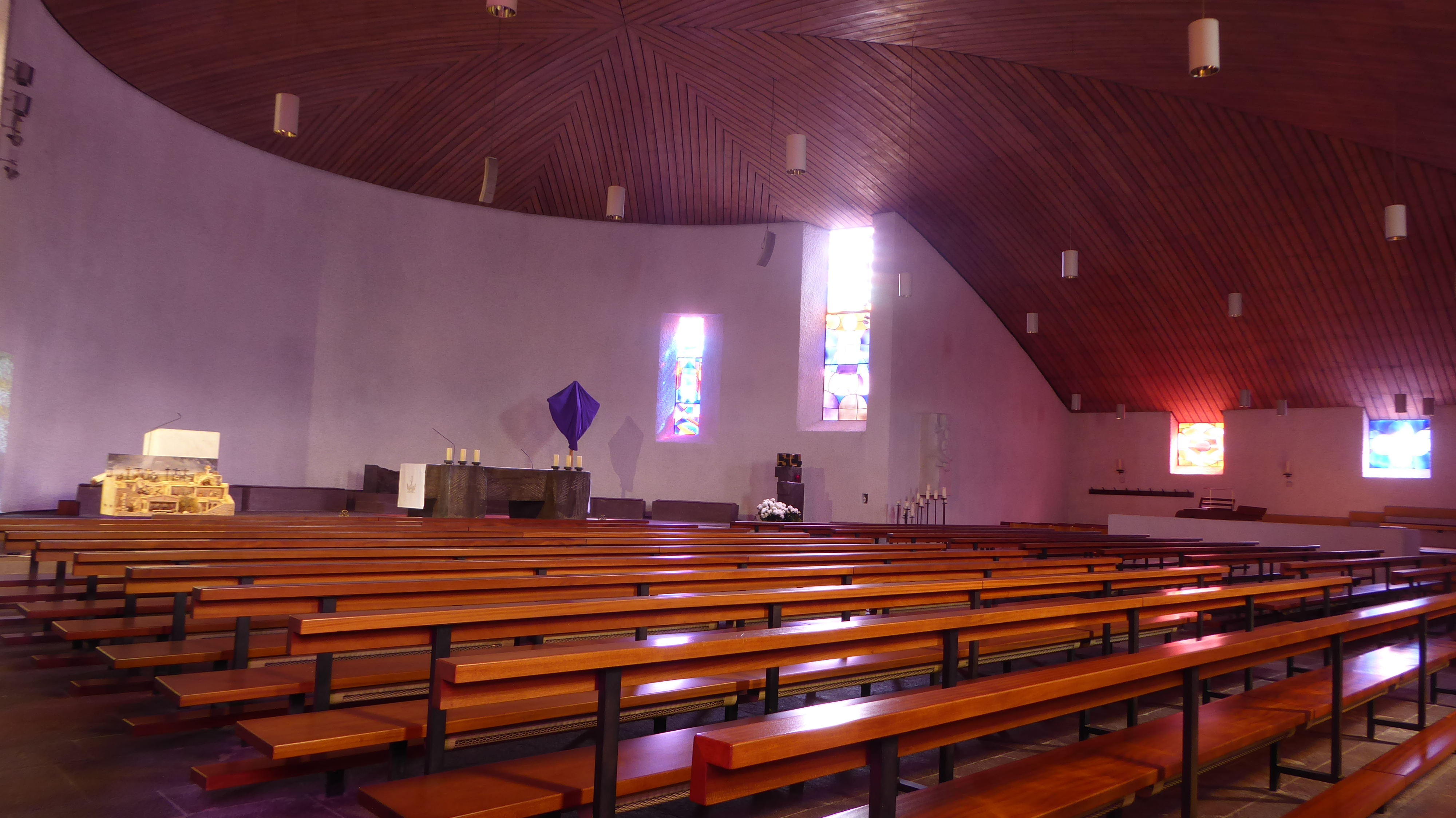
Innenraum

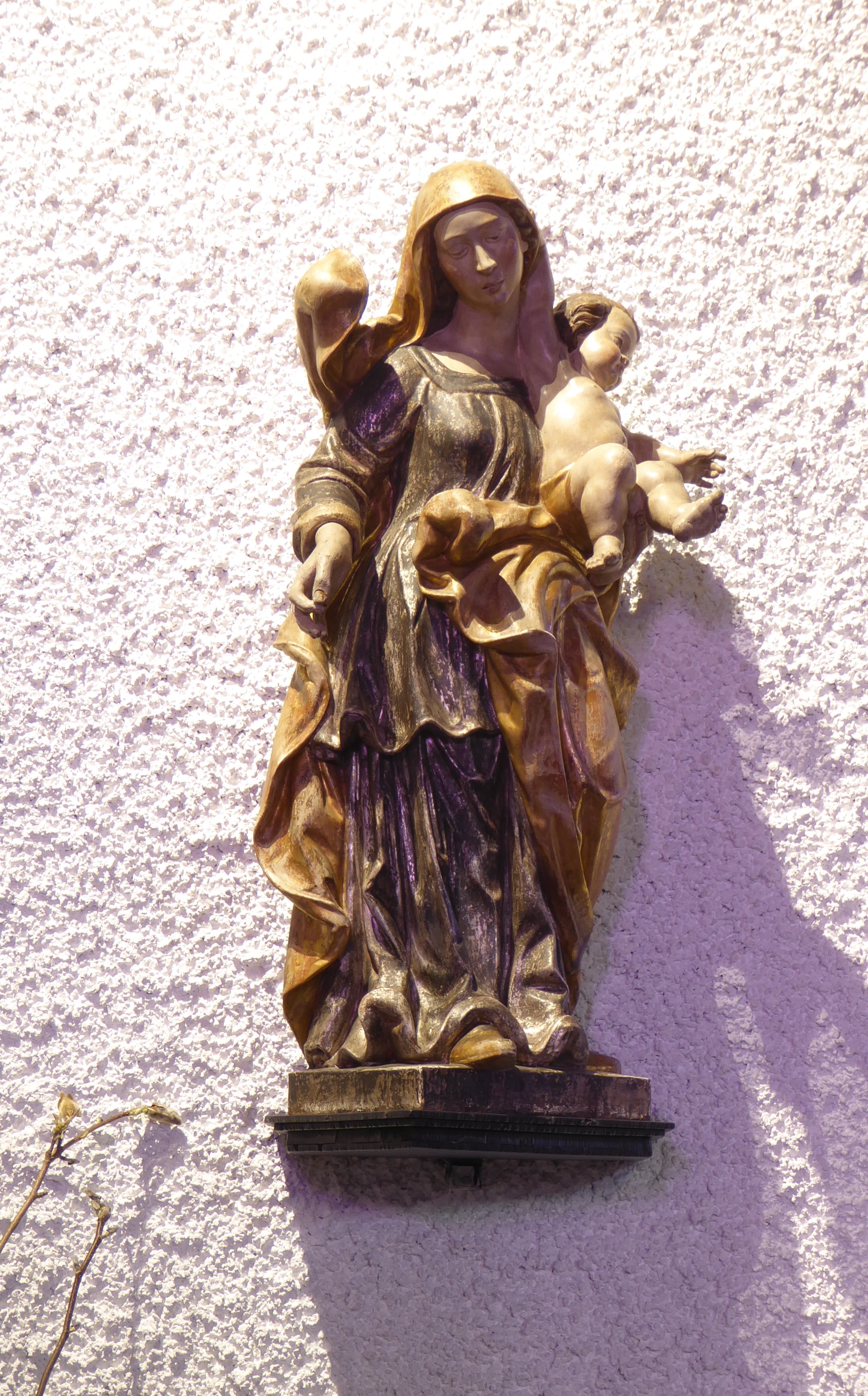
Madonna (Kopie), 18. Jahrhundert

In den Jahren 1960 bis 1963 wurde die neue Kirche am heutigen Standort nach Plänen des Architekten Eduard Ladner (1929–2023) errichtet. Es handelt sich um den ersten Kirchenbau der Moderne in Liechtenstein. Der Entwurf für den Bau wurde im ersten internationalen Architekturwettbewerb in Liechtenstein mit dem Ersten Preis bedacht. Dieser Kirchenbau gilt laut W. Walch »als Markstein der modernen liechtensteinischen Architektur«. Seit 1992 steht die Schellenberger Kirche unter Denkmalschutz.

## Ausstattung
Die Innenausstattung ist nüchtern gehalten. Den Marmoraltar im halbrunden Chor schuf Georg Malin (* 1926) aus Mauren. Bewusst wurde hier auf weiteren Schmuck verzichtet, um nicht vom Zentrum des katholischen Glaubens, dem Altarsakrament abzulenken. Lediglich ein Kruzifix mit einem historischen Korpus  aus Schellenberg, der vergoldete Tabernakel und ein Ambo ergänzen den Altar.  Der Taufstein ist so platziert, dass er sowohl in der Nähe des Eingangs als auch des Altars steht. Tabernakel, Ambo und Taufstein stammen ebenfalls von Georg Malin. Belichtet wird der Chorraum auf der Ostseite von zwei der stark stilisierten farbenfrohen Kirchenfenster, die von Fritz Weigner (1913–1974) gestaltet wurden. Sie sind unregelmässig an drei Seiten des rechteckigen Kirchenraums platziert.
In der hinteren Südostecke des Kirchenraums steht ein gemauerter Kubus, der die Sakristei enthält. Über diesem sitzen ohne Gehäuse die Orgelpfeifen in drei Gruppen. Neben dem Kubus befindet sich noch eine weniger hohe Plattform für die Sängerinnen und Sänger des Kirchenchors.
Zwei Madonnenskulpturen haben ihren Platz in der Kirche: Eine zeitgenössische Maria mit Kind wurde von Rico Galizia (1921–1985) geschaffen; sie ist 173 cm hoch und befindet sich rechts vom Halbrund des Chors. Ein weiteres Marienbildnis auf der linken Seite ist die Kopie einer aus dem 18. Jahrhundert stammenden Figur, deren Original sich im Liechtensteinischen Landesmuseum befindet.
Orgel
Die in drei Gruppen über der Sakristei aufgebaute Orgel wurde 1963 von der Manufaktur Orgelbau Zeilhuber aus Sonthofen-Altstädten (Deutschland) errichtet. Sie verfügt über 21 Register auf zwei Manualen und Pedal. Die 1993 anlässlich einer Innenrenovierung erwogene Anschaffung einer neuen Orgel wurde verworfen; die bestehende Orgel wurde 2008 von der in Urspringen, Gemeinde Ostheim vor der Rhön (Deutschland)  ansässigen Firma Hey Orgelbau renoviert.

## Glocken
Im nach Art eines Campanile frei stehenden, runden und flach gedeckten Kirchturm hängt ein Geläut von fünf Glocken, die 1961 von der Erdinger Glockengießerei Czudnochowsky gegossen wurden.
| Glocke | Widmung                 | Funktion          | Gewicht | Schlagton | Inschrift                                          |
| ------ | ----------------------- | ----------------- | ------- | --------- | -------------------------------------------------- |
| 1      | Hl. Dreifaltigkeit      | Festtagsglocke    | 2813 kg | B°        | Heiligste Dreifaltigkeit, ein einiger Gott         |
| 2      | Hl. Herz Jesu           | Sonntagsglocke    | 1632 kg | des′      | Herz Jesu, Feuerherd der Liebe, erbarme dich unser |
| 3      | Unbeflecktes Herz Mariä | Aveglocke         | 1157 kg | es′       | Unbeflecktes Herz Mariä, sei unsere Rettung        |
| 4      | Hl. Josef               | Totenglocke       | 842 kg  | f′        | Heiliger Josef, Patron der Kirche, bitte für uns   |
| 5      | Hl. Kaspar              | Armenseelenglocke | 572 kg  | as′       | Heiliger Kaspar, bitte für uns Sünder. Amen        |